# Wissenschaftlich-humanitäre Komitee

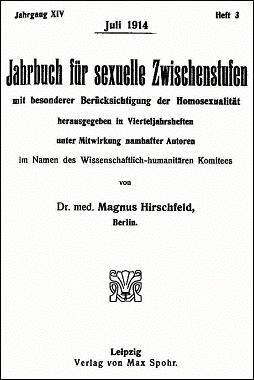
Het door het Wissenschaftlich-humanitäre Komitee uitgegeven Jahrbuch für sexuelle Zwischenstufen uit 1914

Het Wissenschaftlich-humanitäre Komitee (WhK) was de eerste organisatie die tegen anti-homoseksuele wetten protesteerde, en die zich inzette om de mensen te informeren over het wezen van de liefde van man tot man of vrouw tot vrouw. Het Comité werd opgericht in Berlijn op 15 mei 1897 door de geneeskundige Magnus Hirschfeld, de uitgever Max Spohr, de jurist Eduard Oberg en de schrijver Max von Bülow. Het stelde zich ten doel om de tegen homoseksuelen gerichte paragraaf 175 van het Duitse Strafwetboek te bestrijden, die seksueel contact tussen mannen met gevangenisstraf bedreigde.
Van deze personen was Hirschfeld de actiefste. Hij gaf bij Max Spohr in 1898 een aantal werken over homoseksualiteit uit, en in 1899 begon hij met zijn belangrijkste project: het Jahrbuch für sexuelle Zwischenstufen, een volumineus tijdschrift dat elk jaar verscheen van 1899-1923, en samen zo'n 10.000 bladzijden druks beslaat. In de eerste jaargang begon hij met een petitie gericht tot het Duitse parlement om die paragraaf 175 op te heffen. Daarvoor vroeg hij handtekeningen aan duizenden van zijn landgenoten, medici, geestelijken, kunstenaars en vertegenwoordigers van de overheid. Ofschoon hij in de loop van meerdere decennia duizenden handtekeningen bij elkaar wist te krijgen, lukte het Hirschfeld niet om enige invloed uit te oefenen.
In 1903 voegde de Nederlandse jurist Jacob Anton Schorer zich bij Hirschfelds comité. Later vervulde hij een bestuursfunctie in het WhK ('Obmann'). Nadat Schorer was teruggegaan naar Nederland in 1910 zette hij een Nederlandse afdeling op van het WhK om het werk van Hirschfeld ook in Nederland voort te zetten. Na de Eerste Wereldoorlog kreeg deze afdeling de naam Nederlandsch Wetenschappelijk Humanitair Komitee (NWHK).
Omdat Hirschfeld Joods was én zich steeds prominent had ingezet voor de emancipatie van homoseksuelen, was hij zijn leven niet zeker in het Duitsland van de vroege jaren dertig. Hij vertrok in 1932 op een wereldreis waarvan hij niet terugkeerde. Het Wissenschaftlich-humanitäre Komitee werd onder Hitler in 1933 opgeheven. De Nederlandse afdeling bleef voortbestaan tot de Duitse inval in 1940.
Anna Blamanhuis ·
Apollo ·
Çavaria ·
De Kringen ·
Delftse Werkgroep Homoseksualiteit ·
DITO! ·
Equality for Gays And Lesbians In The European institutions ·
European Pride Organisers Association ·
Federatie Studenten Werkgroepen Homoseksualiteit ·
FemFusion ·
Gay & Lesbian Switchboard ·
Gay and Lesbian Kingdom of the Coral Sea Islands ·
Gay Business Amsterdam ·
GLAAD ·
Het Roze Huis ·
Hirschfeld-Eddy Stichting ·
Homo LesBische Federatie Nederland ·
Homoconsumentenbond ·
Homogroep Wageningen ·
Human Rights Campaign ·
IGLHRC ·
IHLIA LGBTI Heritage ·
ILGA ·
ILGA-Europe ·
International Gay and Lesbian Human Rights Commission ·
Lesben- und Schwulenverband in Deutschland ·
LGB Alliance ·
Lhbt-studentenvereniging ·
Metropolitaanse Gemeenschapskerk ·
Mikpunt ·
Nederlandsch Wetenschappelijk Humanitair Komitee ·
Nederlandse Vereniging tot Integratie van Homoseksualiteit COC ·
Stichting OUT! ·
OutFront Minnesota ·
ProGay ·
Radical faeries ·
Regenbooghuis Brussel ·
Roze Actiefront ·
Roze Front ·
Roze Leeuwen ·
Roze Zaterdag ·
RozeLinks ·
Schorer ·
Stichting PANN ·
Trainbow Belgium ·
Transgender Netwerk Nederland ·
Verkeerd Geparkeerd ·
Wel Jong ·
Wissenschaftlich-humanitäre Komitee

 Portaal LHBT